# Unleashed Memories
Unleashed Memories je druhé studiové album od italské gothicmetalové kapely Lacuna Coil.

## Seznam skladeb
1. Heir Of A Dying Day - 4:59
2. To Live Is To Hide - 4:34
3. Purify - 4:36
4. Senzafine - 3:53
5. When A Dead Man Walks - 5:54
6. 1.19 - 4:58
7. Cold Heritage - 5:23
8. Distant Sun - 5:29
9. A Current Obsession - 5:20
10. Wave Of Anguish - 4:40